# رالف درولینگر
رالف درولینگر (انگلیسی: Ralph Drollinger؛ زاده ۲۰ آوریل ۱۹۵۴) یک بازیکن بسکتبال اهل ایالات متحده آمریکا است. از باشگاه‌هایی که در آن بازی کرده‌است می‌توان به سیتل سوپرسانیکز، دالاس ماوریکس، و تیم بسکتبال یوسی‌ال‌ای بروینز اشاره کرد.